# Cedrela odorata
Espèce
Classification phylogénétique
Statut de conservation UICN

 VU A1cd+2cd : Vulnérable
Statut CITES
L'Acajou amer (Cedrela odorata) est une plante dicotylédone de la famille des Méliacées des régions tropicales d'Amérique : on le trouve du Mexique au Brésil en passant par les Caraibes et le Pérou.
C'est un arbre des forêts tropicales humides et des forêts sèches des plaines tropicales.

## Description

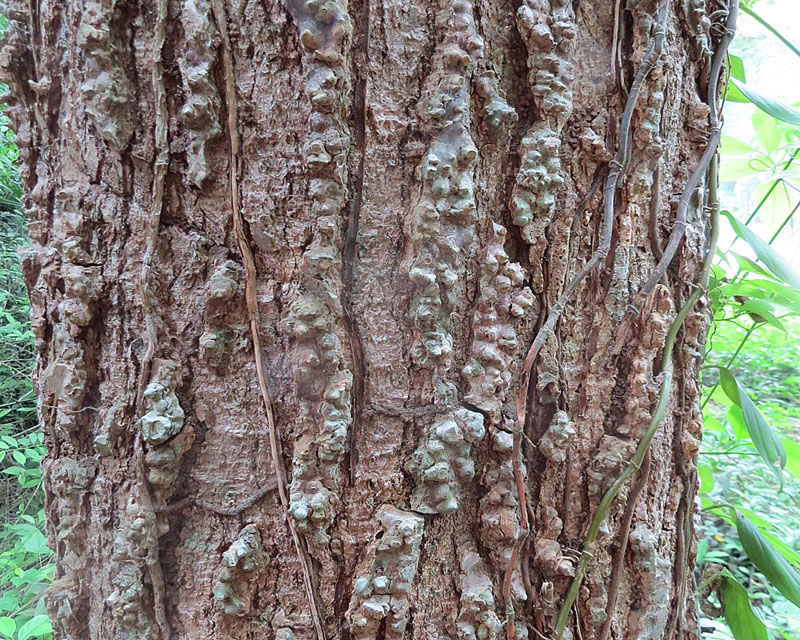
Ecorce de Cedrela odorata

### Aspect général
L'acajou amer est un arbre de taille imposante qui peut atteindre 40 m de hauteur. Le tronc pouvant mesurer 1 m de diamètre a une écorce grise et fissurée longitudinalement.

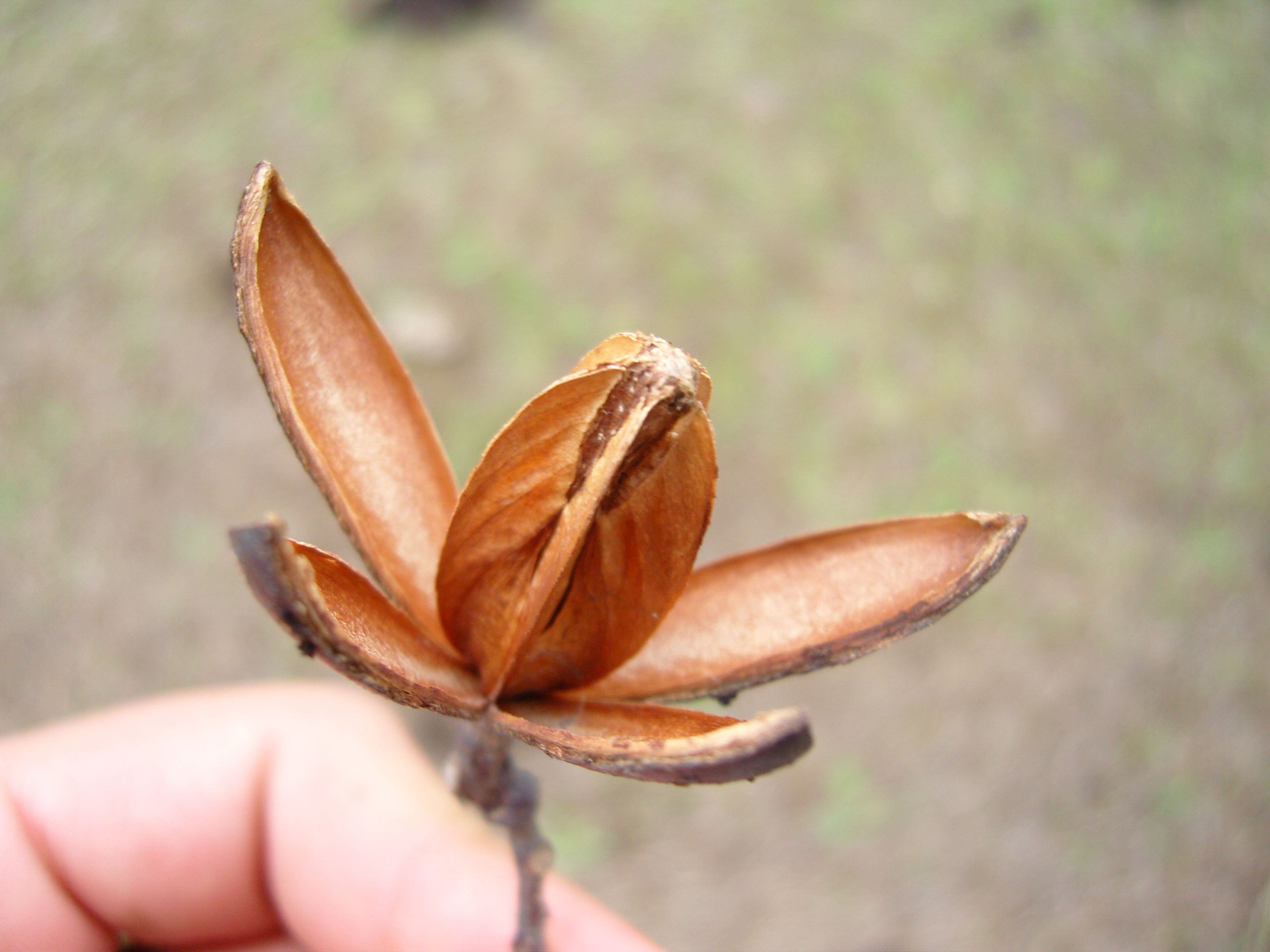
Capsule après déhiscence

### Feuilles
Les feuilles sont composées, paripennées et peuvent mesurer jusqu'à 80 centimètres de long. Les folioles ont un apex acuminé et une base dissymétrique.

### Fleurs
Les inflorescences sont des grappes terminales de 15 à 20 centimètres de long. Les fleurs ont une forte odeur de malt. Elles mesurent entre 6 et 9 millimètres de long et sont blanches à jaune.

### Fruits
L'espèce fructifie au bout de 10 ans. Les fruits sont des capsules ellipsoïdes contenant des graines plates ailées.

## Utilisation

### Ornement
On plante l'acajou amer à des fins ornementales dans les parcs et jardins, notamment dans les régions tropicales.
Il est cependant capable de se développer sous des climats plus froids que celui de ses régions d'origine et de supporter des gels légers. Des spécimens plantés dans les rues de Brest par exemple (zone 9) s'y développent très bien et deviennent de grands arbres. Il ne faut cependant pas le confondre avec Toona sinensis, une espèce proche plus fréquente sous climat tempéré.

### Bois

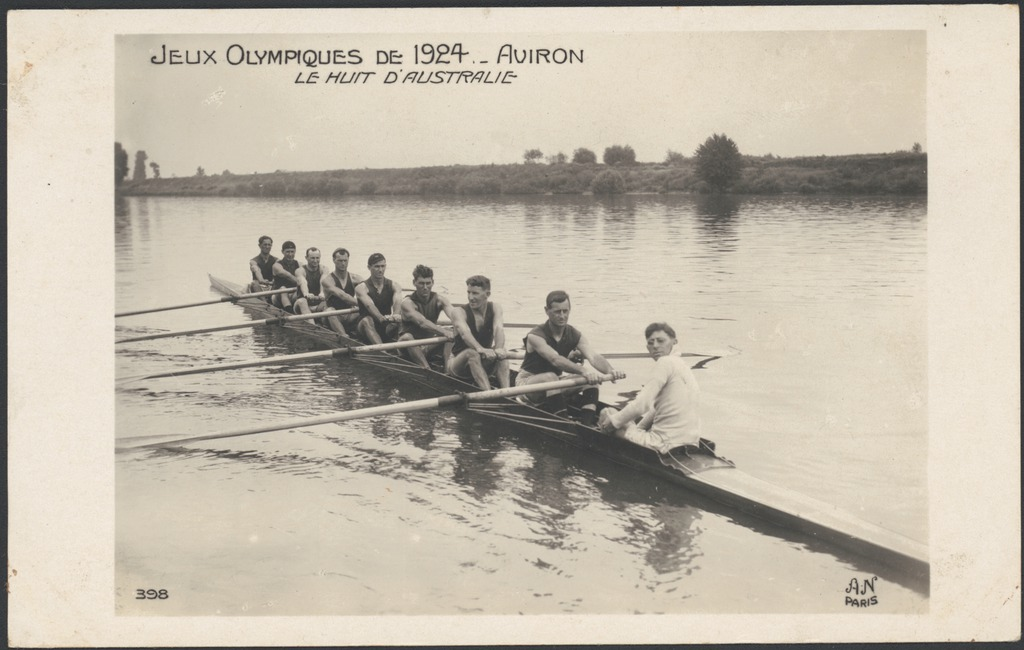
Un huit

Son bois de couleur brun foncé est de très grande qualité et est utilisé dans l'industrie du meuble, la construction de navires, la menuiserie et l'ébénisterie. Il était utilisé pour construire des huit à la fin du XIXe et au début du XXe siècle[réf. souhaitée].

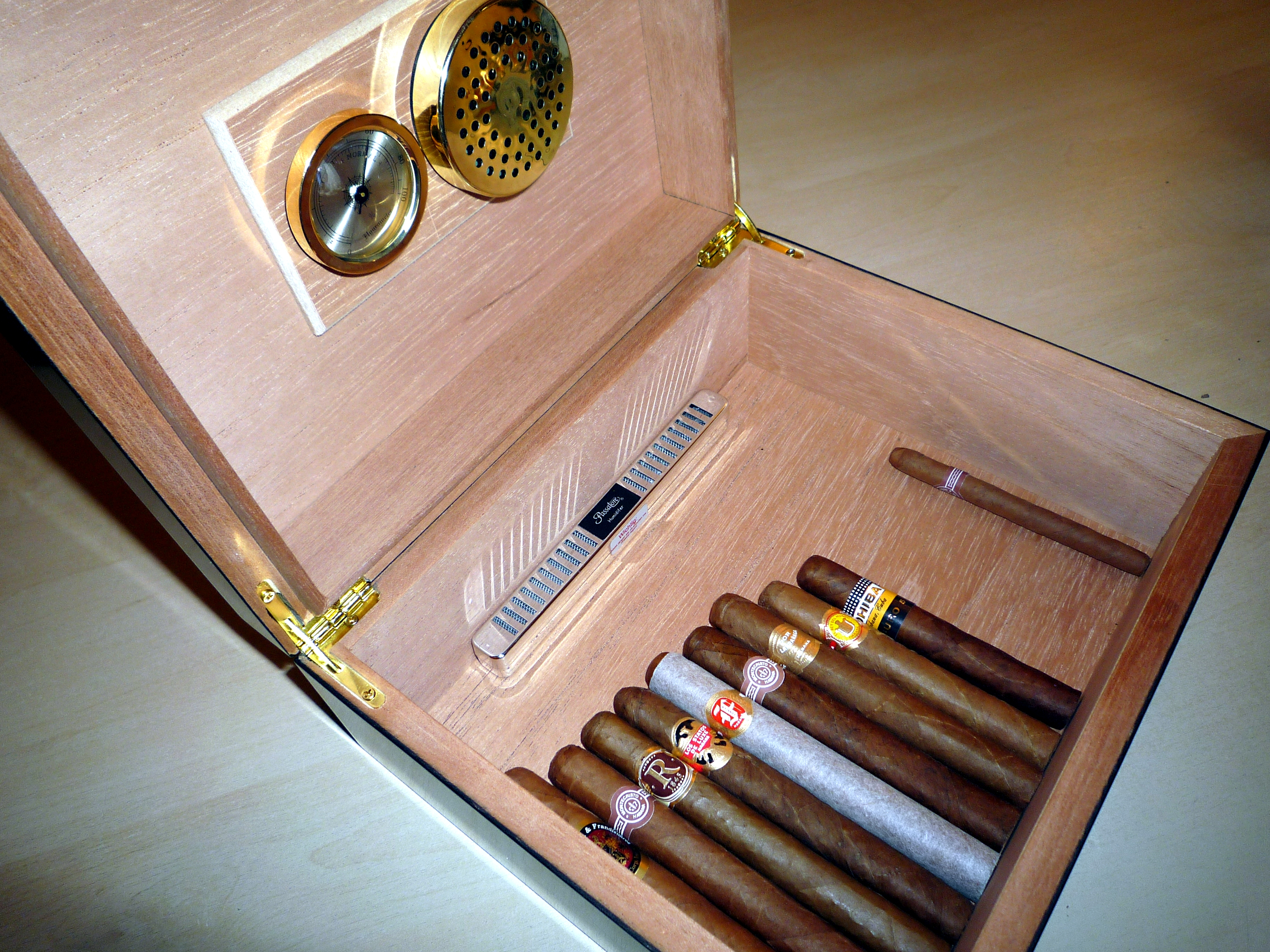
Cave à cigare (ou humidor)

L'acajou amer est également très utilisé dans l'univers du cigare. Il est utilisé comme bois de plaquage à l'intérieur des caves à cigares ou humidors. La plupart des amateurs de cigares l'appellent cèdre espagnol ou cèdre d'Espagne. Il est utilisé pour la conservation des cigares pour sa grande capacité d'absorption de l'humidité qui permet d'éviter l'apparition de moisissure à une hygrométrie constante située entre 68 et 72 %[réf. souhaitée]. Sa forte odeur permet également de tenir éloignés les parasites (notamment les mites) des cigares.

### Ombrage
En Nouvelle-Calédonie, Cedrela odorata est parfois planté comme plante d'ombrage dans les caféières.

## Caractère envahissant
L'espèce a un caractère envahissant en Nouvelle-Calédonie,. Elle a été introduite à la ferme-école de Yahoué à la fin du XIXe siècle. Elle forme des couverts forestiers hauts et quasiment monospécifiques. Le Code de l'environnement de la Province Sud interdit l’introduction dans la nature de cette espèce ainsi que sa production, son transport, son utilisation, son colportage, sa cession, sa mise en vente, sa vente ou son achat.

## Noms vernaculaires
Cèdre acajou, cèdre espagnol, cèdre des barbares, acajou amer, acajou de Guyane. En anglais : West indian cedar. En espagnol : Cedro amargo. En allemand : Jamaica-Zedar.

## Génétique
La génétique forestière de cette espèce est encore mal connue, mais l’étude du génome de cet Acajou en forêt costaricaine, a récemment (2004) confirmé une variation génétique épousant le gradient environnemental du pays. Mais cette étude a aussi montré une divergence évolutive majeure entre les génomes chloroplastiques des acajous de la région du Yucatan et ceux du Honduras / Nicaragua, différence qui n’apparaît qu’à l’étude du génome chloroplastique de cette espèce. Des translocations de plants d’une zone à l’autre sans tenir compte de ces différences pourrait conduire à produire des populations désadaptées à leur environnement.